# خوان کارلوس کاستیا (بازیکن فوتبال)
خوان کارلوس کاستیا (انگلیسی: Juan Carlos Castilla؛ زادهٔ ۱۰ ژوئن ۱۹۷۸) بازیکن فوتبال اهل اسپانیا است.
از باشگاه‌هایی که در آن بازی کرده‌است می‌توان به باشگاه فوتبال رکریتیوو اوئلوا اشاره کرد.